# Sedin Keljalic
Sedin Keljalic, född 1955 i Jajce, är en bosnisk-svensk författare.
Sedin kom till Sverige 1992 och bor för närvarande i Hallsberg. Han blev årets länsförfattare i Örebro län 2001. Han har skrivit boken Tänk om broar inte fanns.